# Cronaca di Hustyn
La Cronaca di Hustyn (in ucraino Густинський літопис?; in russo Густынская летопись?) o Gustinskaia è una cronaca del XVII secolo che descrive la storia dell'Ucraina fino al 1598. Scritta in slavo ecclesiastico antico, fu probabilmente realizzata dall'archimandrita del Monastero delle Grotte di Kiev Zacharias Kopystenski (?-21 marzo 1627).
La Cronaca tratta delle relazioni della Rutenia con il Granducato di Mosca e il Granducato di Lituania, dell'impatto degli Ottomani e dei Tartari e dell'origine dei cosacchi. L'opera si conclude facendo riferimento all'introduzione del calendario gregoriano (1582) e all'Unione di Brest (1596).